# Mannequin Pussy
Mannequin Pussy es un grupo estadounidense de punk rock procedente de Filadelfia, Pensilvania. Hasta la fecha el grupo lleva editado cuatro álbumes, los dos primeros a través del sello Tiny Engines y los dos últimos con Epitaph Records. Su trabajo más reciente, I Got Heaven, publicado en 2024, ha recibido críticas muy positivas.

## Discografía

### Álbumes de estudio
- Mannequin Pussy (originalmente titulado Gypsy Pervert; 2014)
- Romantic (2016)
- Patience (2019)
- I Got Heaven (2024)

### Extended plays
- Mannequin Pussy On Audiotree Live (2017)
- Perfect (2021)